# Фулга-де-Сус
Фулга-де-Сус (рум. Fulga de Sus) — село у повіті Прахова в Румунії. Входить до складу комуни Фулга.
Село розташоване на відстані 57 км на північний схід від Бухареста, 33 км на схід від Плоєшті, 137 км на південний захід від Галаца, 106 км на південний схід від Брашова.

## Населення
За даними перепису населення 2002 року у селі проживали 2127 осіб, усі — румуни. Усі жителі села рідною мовою назвали румунську.